# Liste des oueds du Koweït
 (avril 2019).
Si vous disposez d'ouvrages ou d'articles de référence ou si vous connaissez des sites web de qualité traitant du thème abordé ici, merci de compléter l'article en donnant les références utiles à sa vérifiabilité et en les liant à la section « Notes et références ».
Le Koweit n'a pas de cours d'eau permanent, cependant différents oueds peuvent y couler. Le plus notable est le Wadi al Batin, qui forme la frontière avec l'Irak.

## Oued
- Bahrat al Abraq
- Bahrat al Mirfi
- Shaib Rujm al Jahtan
- Wadi al Batin